# Amnestia (film 2011)
Amnestia (alb. Amnistia) – albańsko-grecko-francuski film fabularny z roku 2011 w reżyserii Bujara Alimaniego. Długometrażowy debiut Bujara Alimaniego, reżysera albańskiego od 14 lat mieszkającego w Grecji i tworzącego głównie filmy dokumentalne.

## Opis fabuły
Akcja filmu rozgrywa się w latach 80. w Albanii, u schyłku rządów Envera Hodży. Historia miłości dwojga ludzi Elsy i Shpetima, którzy poznają się w autobusie, kiedy wracają z odwiedzin w więzieniu u swoich najbliższych krewnych. Ona pracuje przy obieraniu warzyw w Tiranie, on w drukarni. Łączy ich uczucie, dalekie od obowiązujących wzorców moralnych. Dzięki niemu próbują przetrwać i stworzyć własny, odrębny świat. Kiedy władze ogłaszają amnestię oboje muszą wrócić do niekochanych współmałżonków. Film reklamowany w Albanii jako pierwszy w kinematografii tego kraju przykład kina społeczno-erotycznego.
Film realizowano w Tiranie i w Pogradcu.

## Nagrody i wyróżnienia
Polską premierę film Alimaniego miał na 27 Warszawskim Festiwalu Filmowym. W 2011 film został zgłoszony jako albański kandydat do nagrody Amerykańskiej Akademii Filmowej w kategorii: najlepszy film nieanglojęzyczny.
- 2011: Nagroda C.I.C.A.E. na Międzynarodowym Festiwalu Filmowym w Berlinie.
- 2012: Nagroda publiczności na Black Movie Film Festival.

## Obsada
- Luli Bitri jako Elsa
- Karafil Shene jako Shpetim
- Todi Llupi jako Remzi
- Mirela Naska jako Maja
- Alaksander Rrapi jako Fredy
- Klevis Bega jako Berti
- Orest Arapi
- Artan Islami
- Rozina Kostani
- Redian Mulla
- Omer Hamitaj
- Lulzim Zeqja